# Ismail Bhamjee
Ismail Bhamjee (* 1. März 1944 in Botswana; † 12. März 2021) war ein botswanischer Fußball- und Sportfunktionär und FIFA-Schiedsrichter indischer Abstammung. Durch einen Skandal während der Fußball-WM 2006 wurde er weltbekannt. Von 1998 bis 2006 war er Mitglied des FIFA-Exekutiv-Komitees.

## Leben und Wirken
Bhamjee hatte im Laufe seines Lebens als Funktionär hohe Ämter in seiner Heimat und in Afrika im Bereich von Fußball und Sport inne. Seine Karriere begann 1980 bei den Olympischen Spielen in Moskau, wo er als FIFA-Schiedsrichter Spiele abpfiff. Er war der erste Teilnehmer für Botswana an Olympischen Spielen, wenn auch nicht als Sportler.
Seine Karriere als Funktionär begann 1979. Er wurde trotz seiner Tätigkeit als Schiedsrichter Chef des Nationalen Olympischen Komitees von Botswana (Botswana Olympic Committee) und blieb in diesem Amt bis 1988. Im Jahr 1988 wurde er zum Präsidenten des Fußballverbandes von Botswana (Botswana Football Association) gewählt; das Amt musste er erst 2006 im Zuge seines Skandals niederlegen.  Auch war er Präsident der COSAFA- des Council of Southern African Football Association, der Fußballverbände des Südlichen Afrika, die sich darin zusammenschlossen. Dieses Amt hatte er von 1988 bis 2006 inne. Sein höchstes funktionales Amt war das des FIFA-Exekutiv-Komitee-Mitgliedes als Mitglied des Vorstandes der FIFA, wo er der Finanzvorstand gewesen war. Auf seine Initiative hin wurde auch der Olympische Verband für das südliche Afrika gegründet (Southern African Olympic Comitee).
Bhamjee litt an der Autoimmunerkrankung Vitiligo. Er hatte mehr als fünfundzwanzig Jahre lang die sportlichen Geschicke seines Landes als Funktionär bestimmt. 2003 war er sogar Kandidat für Amt des Präsidenten des Afrikanischen Fußballverbundes, unterlag aber knapp seinem Gegner aus Kamerun. Seit seinem Rücktritt lebte er zurückgezogen in seiner Heimat.
Am 12. März 2021 starb Ismail Bhamjee im Alter von 77 Jahren an den Folgen einer COVID-19-Erkrankung. Zu seinem Tod äußerte sich auch FIFA-Präsident Gianni Infantino.

## Skandal
Während der WM 2006 in Deutschland wurde er als hoher FIFA-Vertreter seines Amtes enthoben und musste Deutschland verlassen. In einem Frankfurter Lokal hatte er einem Reporter überteuerte Tickets, insgesamt rund zwölf Stück, angeboten. Sie waren um rund zweihundert Dollar teurer als der Festpreis. Wegen seiner Gier wurde er von FIFA-Präsident Joseph Blatter aller Ämter bei der FIFA enthoben, entschuldigte sich öffentlich, musste rund zehntausend Schweizer Franken Strafe zahlen und trat auch von seinen nationalen und regionalen Ämtern in Afrika zurück.

## Auszeichnungen
- International Olympic Comitee Order of Merit Award, 2006 (vor seinem Skandal).